# Gardenia pyriformis
Gardenia pyriformis är en måreväxtart som beskrevs av Allan Cunningham och George Bentham. Gardenia pyriformis ingår i släktet Gardenia och familjen måreväxter.

## Underarter
Arten delas in i följande underarter:
- G. p. keartlandii
- G. p. orientalis
- G. p. pyriformis